# Victoria Justice
Pour les articles homonymes, voir Justice (homonymie).
Victoria Justice, née le 19 février 1993 à Hollywood, en Floride, est une actrice et auteure-compositrice-interprète américaine. Elle est notamment connue pour avoir joué le rôle de Lola Martinez dans la série Zoé (2005-2008), celui de Shelby Marx dans la série comique iCarly (2009-2011) et celui de Tori Vega dans la sitcom Victorious (2010-2013).
Elle a joué son premier grand rôle au cinéma en 2012 dans le film Fun Size de Josh Schwartz. Elle est également apparue dans plusieurs séries de Nickelodeon. En 2015, elle a été l’héroïne de la série de MTV, Eye Candy puis en 2016, elle est l'un des personnages principaux du téléfilm The Rocky Horror Picture Show: Let's Do the Time Warp Again, hommage au film musical culte des années 70. En 2017, elle partage le premier rôle avec l’actrice Eden Sher dans le film Les Parias au cinéma. En 2021, elle est à l’affiche des films Trust et Un after mortel sur Netflix.
En dehors de la comédie, Victoria Justice est également chanteuse. Elle a enregistré plusieurs chansons pour la bande-originale du téléfilm Spectacular! dans lequel elle jouait le rôle de Tammi. Elle a aussi enregistré de nombreuses chansons pour les bandes originales de sa série Victorious. Son premier single officiel est la chanson Gold, sortie le 18 juin 2013.
Victoria Justice sort alors son premier single depuis des années Treat Myself le 11 décembre 2020, suivi de Stay le 12 février 2021 ainsi que Too F*ckin Nice le 28 mai de la même année. Il faudra alors attendre deux ans pour que la chanteuse sorte les chansons Last Man Standing et Only A Stranger en 2023, contactée par Toby Gad elle reprendra également la fameuse chanson Big Girls Don’t Cry. Mais Victoria ne se repose guère et compte bien faire son retour dans la musique en dévoilant de nouveaux singles en début d’année 2024 : Tripped et RAW à seulement 3 mois d’intervalle.

## Biographie
Née à Hollywood, en Floride, Victoria Dawn Justice est née d'une mère portoricaine originaire du Bronx, Serene, et d'un père anglais, allemand et irlandais, Zack. Ses parents ont divorcé lorsqu'elle était très jeune, et sa mère s'est remariée à un dénommé Mark Reed. Elle a une demi-sœur cadette, Madison Grace Reed (née le 28 mai 1996). 
À l'âge de 8 ans, Victoria Justice se développe une passion pour la comédie en regardant des publicités. En 2003, elle s'installe avec sa famille à Hollywood, un quartier de Los Angeles, après que Victoria Justice déclare vouloir faire des publicités ainsi que des films et des séries télévisées. En 2005, elle auditionne et fut prise pour le programme d'une comédie musicale à la célèbre école de Los Angeles, Performing Arts Magnet. Victoria Justice a fait plusieurs publicités pour de grandes compagnies comme Ralph Lauren, Gap et Guess. Elle est aussi apparue dans des publicités nationales comme pour Mervyn's, Peanut Butter Toast Crunch et Ovomaltine.
Elle cite Pink, Sara Bareilles, Britney Spears, Madonna, Amy Winehouse, Lily Allen ainsi que la musique Motown comme sources d'inspiration.

## Carrière

### 2003-2009: Ses débuts etZoé

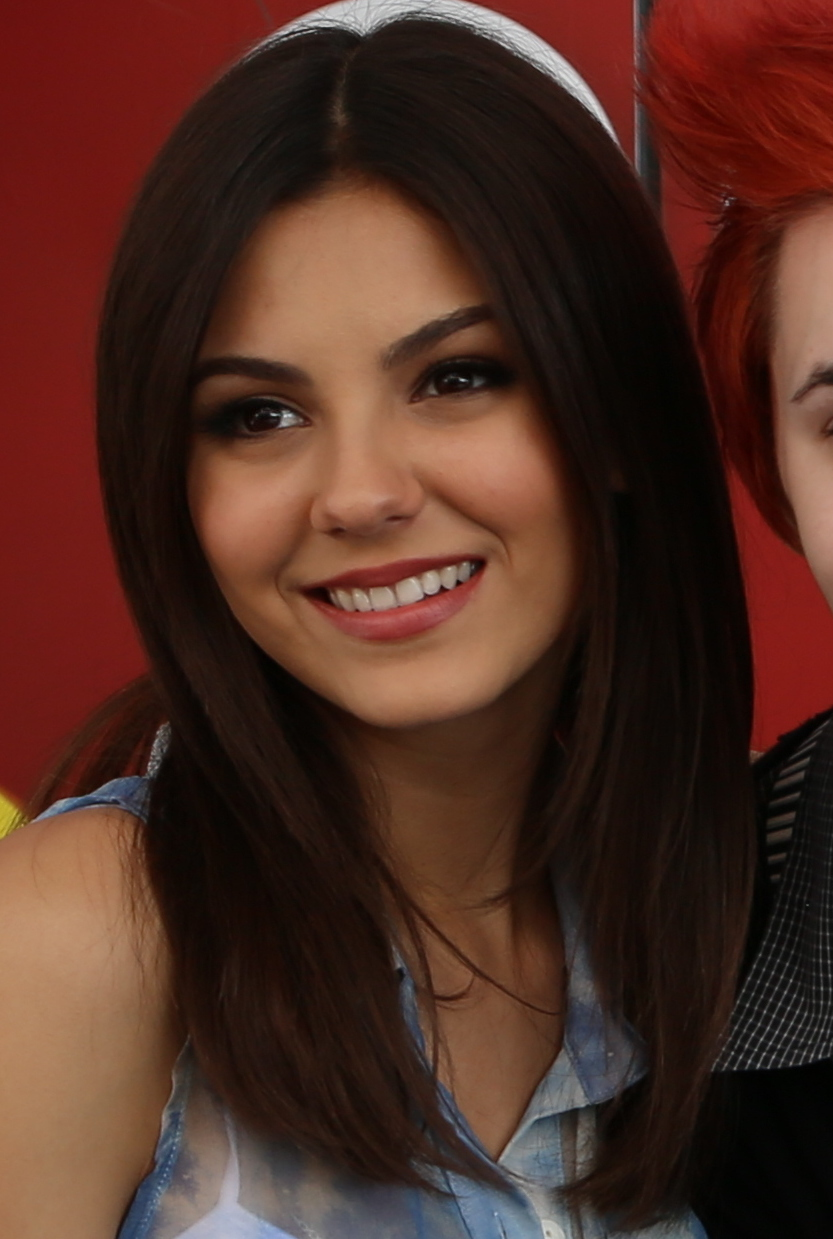
Victoria Justice en 2012.

C'est à l'âge de 12 ans que Victoria Justice lance sa carrière d'actrice en apparaissant dans un épisode de la série Gilmore Girls. Après son apparition dans la série, elle part s'installer à Los Angeles avec sa famille étant décidée à en faire son métier. L'année suivante, elle a joué dans un épisode de la Disney Channel Original Series, La Vie de palace de Zack et Cody dans lequel elle jouait le rôle de Rebecca, une jeune mannequin. Plus tard, en 2005, Victoria Justice a eu un rôle dans le thriller Mary où elle jouait le rôle de Stella, une jeune fille qui a des visions de Mary Magdalene.
La même année, Victoria Justice a eu un des rôles principaux dans la série de Nickelodeon, Zoé dans laquelle elle jouait le rôle de Lola Martinez, une nouvelle élève et également une actrice inspirante,. Son personnage est apparu pour la première fois le 11 septembre 2005. Cette année-là, Victoria a également eu deux nouveaux rôles dans deux films. Elle est apparue dans le film When Do We Eat? et dans le téléfilm Un Noël à New York. En 2006, en même temps que de tourner pour Zoé, Victoria Justice est apparue dans un épisode de la série Everwood. Cette même année, elle fait ses débuts au cinéma en faisant un caméo dans le film Blackout qui n'a pas eu de bonnes critiques.
2006 marque aussi le premier rôle important que Victoria Justice a eu au cinéma avec le thriller The Garden où elle jouait le rôle de Holly mais le film a reçu des critiques négatives. En 2007 et 2008, Victoria Justice ne s'est consacrée qu'à la série Zoé qui allait toucher à sa fin. En 2007, elle a sorti un single promotionnel alors qu'elle tournait toujours la série Zoé. Le single fut une reprise de la chanson A Thousand Miles de Vanessa Carlton. Le 2 mai 2008, le dernier épisode de Zoé a été diffusé sur la chaîne Nickelodeon.
En 2009, elle déclare qu'elle va jouer dans un épisode de la série The Naked Brothers Band. En 2009, Victoria Justice retourne en studio pour enregistrer quelques chansons pour un téléfilm de Nickelodeon, la comédie musicale, Spectacular!. Le téléfilm a été diffusé le 16 février 2009,, il a réuni plus de 3,7 millions de téléspectateurs lors de sa première diffusion. Puis à la suite du succès de l'épisode dans lequel elle est apparue, Victoria refait une apparition dans un autre épisode de la série The Naked Brothers Band puis dans un épisode de la série iCarly en 2008 en jouant Shelby Marx, une catcheuse très connue. Le 26 septembre 2009, elle joue dans un épisode de la série True Jackson qui réunit plus de 3,6 millions de téléspectateurs. Par la suite, elle révèle qu'elle jouera dans un thriller aux côtés des jumeaux Cole et Dylan Sprouse qui devrait sortir le 12 décembre 2009. Finalement, la sortie du film a été annulée. Victoria Justice est ensuite apparue dans un épisode de la série The Troop.

### 2010-2013:VictoriousetFun Size

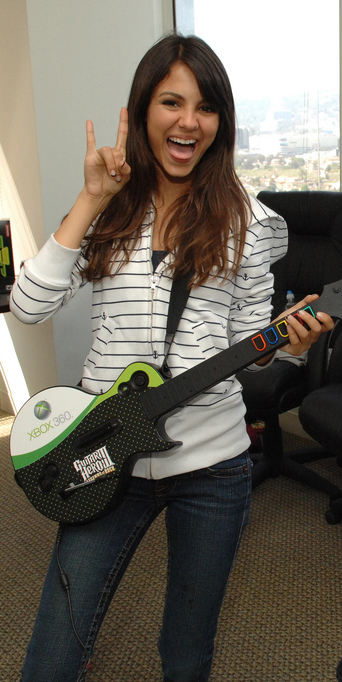
Victoria Justice en 2010.

Victoria Justice confirme qu'elle devrait avoir sa propre série télévisée sur Nickelodeon : « J'étais dans la série Zoé. Lorsque j'avais 12 ans, Dan Schneider a fait apparaître un nouveau personnage dans la série, celui de Lola Martinez qu'il m'a donné. J'ai travaillé pendant 3 ans avec lui. Après la série, Dan a compris que je pouvais chanter, danser et jouer la comédie en même temps. Donc il a pensé que ce serait génial pour moi d'avoir ma propre série télévisée sur Nickelodeon baptisée Victorious. » Le premier épisode de la série a été diffusé le 27 mars 2010 et a réuni plus de 5,7 millions de téléspectateurs.
En 2010, elle retourne en studio pour enregistrer des chansons pour la série y compris le générique, Make It Shine. Elle a sorti six singles qui sont chantés dans la série : You're The Reason, Finally Falling, Beggin' On Your Knees, Best Friend's Brother, Tell Me That You Love Me et Freak the Freak Out.
Elle prête ensuite sa voix au personnage de Stacy dans la série animée Les Pingouins de Madagascar puis, elle joue le rôle principal dans le téléfilm Le garçon qui criait au loup diffusé sur Nickelodeon le 23 octobre 2010 et qui a réuni plus de 5,8 millions de téléspectateurs.
Toujours en 2010, Victoria Justice déclare lors d'une interview : « Ma famille pourra toujours vous dire que, depuis que je suis enfant, la musique est quelque chose de naturel pour moi et j'ai toujours voulu en faire. Elle coule dans mes veines. Depuis que je suis toute petite, je suis des cours de danse. Je veux seulement me cultiver un peu plus et en faire plus. Mais j'ai réalisé que je voulais en vivre lors du premier épisode de Victorious quand j'ai chanté en live pour la première fois. Je me souviens que je me tenais sur scène et quand j'ai vu tous ces gens me regarder, j'étais très nerveuse. Mais quand la musique s'est mise à jouer, je me suis éclatée et c'est à ce moment-là que j'ai réalisé que c'est quelque chose que je veux faire pour le restant de mes jours. »
En 2012, Victoria Justice joue un rôle dans la comédie romantique The First Time, sortie le 21 janvier 2012 au cinéma aux États-Unis, aux côtés de Dylan O'Brien et Brittany Robertson puis elle décroche son premier grand rôle au cinéma dans la comédie Fun Size réalisée par Josh Schwartz, le créateur des séries Gossip Girl, Chuck et Hart of Dixie. Le film parle d'une jeune fille qui va devoir partir à la recherche de son petit frère avec sa bande d'amis après avoir perdu ce dernier au cours d'une fête d'Halloween. Le film est sorti le 26 octobre 2012 au cinéma aux États-Unis et directement en DVD en France le 10 avril 2013.
En août 2012, alors que l'équipe vient de terminer le tournage de la quatrième saison, Nickelodeon annonce l'annulation de Victorious. La série se termine donc après 60 épisodes et sans véritable fin (malgré le lancement d'un spin-off, Sam et Cat, en 2013) le 2 février 2013. En fin d'année, elle participe à l'émission de Noël de Nickelodeon, Merry Nickmas, où elle interprète deux chansons de Noël « It's Not Christmas Without You » et « Rockin' Around The Christmas Tree ».
Après avoir annoncé en 2011 qu'elle travaillait sur son premier album, Victoria Justice sort son tout premier single, Gold, le 18 juin 2013. Le single est accompagné par la chanson Shake. Puis elle annonce que son album devrait sortir en 2014 et être édité par Columbia Records. Pendant l'été 2013, Victoria Justice participe aussi au Summer Break Tour, une série de concerts au côté du groupe Big Time Rush.

### 2014-2015:Eye CandyetNaomi and Ely's No Kiss List
En fin d'année 2013, MTV annonce que Victoria Justice sera l’héroïne de leur nouvelle série Eye Candy, adaptée du roman de l'auteur R. L. Stine. Le tournage de la série a débuté le 15 septembre 2014 et s'est terminé le 20 décembre 2014 à Brooklyn. La série a été diffusée entre le 12 janvier 2015 et le 16 mars 2015 aux États-Unis mais a été annulée après une saison en raison des audiences décevantes.
En août 2014, elle annonce avoir quitté sa maison de disques Columbia Records à la suite de l'échec de son single Gold mais elle assure tout de même que son premier album Shake sortira bel et bien mais que ce n'est pas une priorité pour elle. 
En 2015, elle décroche le rôle principal du film Naomi and Ely's No Kiss List, dans lequel elle joue une jeune femme qui se fait voler son petit ami par son meilleur ami gay. Le film a été diffusé dans plusieurs festivals de cinéma LGBT avant de sortir au cinéma. En France, le film est distribué par le service Netflix.

### Depuis 2016:The Rocky Horror Picture Show
Début 2016, il est annoncé que Victoria Justice jouera dans The Rocky Horror Picture Show: Let's Do the Time Warp Again, un hommage à la comédie musicale culte, aux côtés de l'actrice Laverne Cox. Dans le téléfilm, elle interprète Janet Weiss, incarnée par Susan Sarandon dans l'original. Ce téléfilm étant une comédie musicale, il marque le retour de Victoria Justice à la musique après l'échec de son premier single et le début de sa pause musicale.
Le 31 juillet 2016, elle présente la 18e cérémonie des Teen Choice Awards aux côtés du catcheur John Cena.

## Vie privée
Victoria Justice a été la compagne des acteurs, Ryan Rottman de février 2011 à août 2013, Pierson Fodé de décembre 2013 à novembre 2015, et Reeve Carney d'octobre 2016 à juin 2019.

## Filmographie

### Cinéma
- 2005 : When Do We Eat? (en) de Salvador Litvak : Nikky jeune
- 2006 : Le Jardin du mal (The Garden) de Don Michael Paul : Holly
- 2006 : Blackout (Unknown) de Simon Brand : Daughter
- 2009 : The Kings of Appletown de Robert Moresco : Betsy
- 2012 : The First Time de Jon Kasdan : Jane Harmon
- 2012 : Fun Size de Josh Schwartz : Wren DeSantis
- 2013 : Jungle Master (en) de Kerr Xu : Rainie (voix)
- 2015 : Naomi and Ely's No Kiss List de Kristin Hanggi : Naomi
- 2015 : Get Squirrely de Ross Venokur : Lola (voix)
- 2017 : Les Parias (The Outcasts) de Peter Hutchings : Jodi Watson
- 2018 : Bigger de George Gallo : Kathy Weider
- 2019 : Summer Night de Joseph Cross : Harmony
- 2021 : Trust de Brian DeCubellis : Brooke Gatwick
- 2021 : Un after mortel (Afterlife of the Party) : Cassandra "Cassie" Adeline Garcia
- 2022 : Un accord parfait (en) (A Perfect Pairing) de Stuart McDonald : Lola Alvarez
- 2023 : The Tutor de Jordan Roos : Annie
- 2024 : Dépravation de Paul Tamasy : Grace

### Courts-métrages
- 2005 : Mary de Aaron Ruell : Stella
- 2015 : Snow White and the Seven Thugs de Todrick Hall : Blanche-Neige

### Télévision
| Année(s)  | Titre                                                       | Rôle                                | Notes                                                               |
| --------- | ----------------------------------------------------------- | ----------------------------------- | ------------------------------------------------------------------- |
| 2003      | Gilmore Girls                                               | Jill                                | Des hobbits sur canapé (Saison 4, épisode 3)                        |
| 2005      | Un Noël à New York                                          | Rose                                | Téléfilm                                                            |
| 2005      | La Vie de palace de Zack et Cody                            | Rebecca                             | Le concours de beauté (Saison 1, épisode 2)                         |
| 2005-2008 | Zoé                                                         | Lola Martinez                       | Personnage principal (Saison 2 à 4)                                 |
| 2006      | Everwood                                                    | Thalia Thompson                     | Tourner la page (Saison 4, épisode 18)                              |
| 2009      | Spectacular!                                                | Tammi Dyson                         | Téléfilm                                                            |
| 2009      | The Naked Brothers Band (en)                                | elle-même                           | 2 épisodes (Saison 3)                                               |
| 2009-2011 | iCarly                                                      | Shelby Marx / elle-même / Tori Vega | 2 épisodes (Saison 2) ; 1 épisode (Saison 3) ; 1 épisode (Saison 4) |
| 2009      | True Jackson                                                | Vivian                              | Le bal de dernière minute (Saison 1, épisode 23)                    |
| 2010      | Le garçon qui criait au loup                                | Jordan Sands                        | Téléfilm                                                            |
| 2010      | The Troop                                                   | Eris Fairy                          | Speed (Saison 1, épisode 15)                                        |
| 2010-2013 | Victorious                                                  | Tori Vega                           | Personnage principal                                                |
| 2010      | Les Pingouins de Madagascar                                 | Stacy (voix)                        | Le Roadster (Saison 2, épisode 14)                                  |
| 2013      | Big Time Rush                                               | elle-même                           | Le Tour en bus (Saison 4, épisode 6)                                |
| 2015      | Eye Candy                                                   | Lindy Sampson                       | Personnage principal                                                |
| 2015      | Undateable                                                  | Amanda                              | A Live Show Walks Into a Bar (Saison 2, épisodes 7 et 8)            |
| 2016      | Cooper Barrett's Guide to Surviving Life                    | Ramona Miller                       | Personnage récurrent                                                |
| 2016      | The Rocky Horror Picture Show: Let's Do the Time Warp Again | Janet Weiss                         | Téléfilm                                                            |
| 2017      | Man with a Plan                                             | Sophia                              | The Silver Fox (Saison 2, épisode 1)                                |
| 2018      | Robot Chicken                                               | une étudiante (voix)                | Factory Where Nuts Are Handled (Saison 9, épisode 10)               |
| 2018      | Queen America                                               | Hayley Wilson                       | 2 épisodes (Saison 1)                                               |
| 2020      | 50 States of Fright                                         | Logan                               | 3 épisode (Saison 2)                                                |
| 2020      | The Real Bros of Simi Valley                                | Courtney Ingles                     | Saison 3                                                            |

### Jeux vidéo
- 2011 : Victorious: Time to Shine : Tori Vega (voix)
- 2012 : Victorious: Taking the Lead : Tori Vega (voix)

## Discographie

### Singles
- 2013 : Gold
- 2013 : Shake
- 2013 : Girl Up (Disponible uniquement sur YouTube)
- 2013 : Caught up in you (Disponible uniquement sur YouTube)
- 2020 : Treat Myself
- 2021 : Stay
- 2021 : Too F*ckin' Nice
- 2023 : Last Man Standing
- 2023 : Only A Stranger
- 2024 : Tripped
- 2024 : Raw
- 2024 : Hate The World Without U (Maddy’s song)
- 2024 : Down

### PourNickelodeon
- 2009 : Spectacular! (Soundtrack from the Motion Picture) (5 chansons)
- 2011 : Victorious (Music from the Hit TV Show) (11 chansons)
- 2012 : Victorious 2.0: More Music from the Hit TV Show (6 chansons)
- 2012 : Victorious 3.0: Even More Music From The Hit TV Show (5 chansons)
- 2012 : Merry Nickmas (3 chansons)

### Bandes-originales
- 2011 : Footloose: Music From the Motion Picture (1 chanson)
- 2016 : The Rocky Horror Picture Show: Let's Do the Time Warp Again - Complete soundtrack from the Fox television broadcast (7 chansons)

## Clips vidéo

### Chanteuse

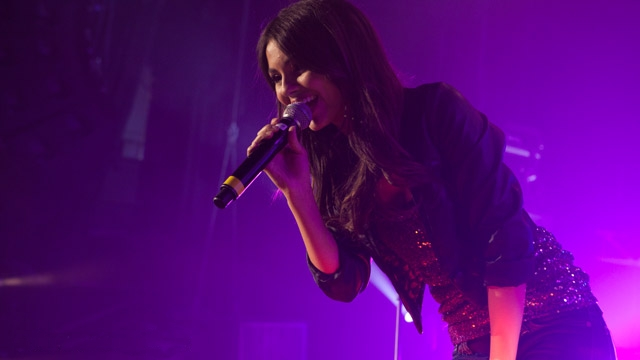
Victoria Justice en 2011.

- 2013 : Girl Up
- 2013 : Gold
- 2020 : Treat Myself
- 2021 : Stay
- 2024 : RAW

### PourVictorious
- 2010 : Make it Shine
- 2010 : Freak the Freak Out
- 2011 : Beggin' on Your Knees
- 2011 : Best Friend's Brother
- 2011 : All I Want Is Everything
- 2011 : You're the Reason
- 2012 : Make It In America

### Apparition
- 2015 : Sing de Pentatonix

## Tournées
| Année | Tournée                 | Note                                             |
| ----- | ----------------------- | ------------------------------------------------ |
| 2012  | Make It in America Tour | Tournée nord-américaine                          |
| 2013  | Summer Break Tour       | Tournée d'été nord-américaine avec Big Time Rush |

## Voix françaises
En France, Marie Zidi est la voix régulière de Victoria Justice.